# الحنينية
الحنينية هو مركزٌ سعوديٌ تابعٌ لمحافظة أبانات التابعة لمنطقة القصيم، في المملكة العربية السعودية. المركز من الفئة (ب)، ورمزه 1823 حسب دليل الترميز الموحد للمناطق الإدارية بالمملكة العربية السعودية.
أصبح المركز تابعاً لمحافظة أبانات وذلك في نوفمبر 2023م الموافق لشهر ربيع الآخر لعام 1445هـ؛ بعد أن كان تابعاً لمحافظة النبهانية.

## السكان
يبلغ عدد سكان الحنينية 1.000 نسمة وسكانها هم الخضران من بني عمرو من حرب.

## الموقع الجغرافي
يقع مركز الحنينية في جهة جنوب غرب منطقة القصيم، والحنينية من ديار الخضران من بني عمرو في نجد ويحدها من الشرق مركز خضراء ومن الشمال مزارع ام ارطا ومن الغرب ضليع رشيد ويقع بالحنينية هضاب جبلية وبعض من المزارع.
الحنينة غرب منطقة القصيم وتبعد عن مدينة بريدة 157 كم . وعن محافظة النبهانية 60 كم . وعن محافظة الرس 72 كم . وعن الشبيكية 70 كم .

## المناخ
المناخ قاري صحراوي، حار جاف صيفًا بارد مُمطر شتاء، وتبلغ درجة الحرارة صيفًا 45°م، وفي الشتاء تصل 3- ما دون الصفر ومتوسط سقوط المطر 145 ملم.